# Stereosternum
Genre
Espèce
Synonymes
- † Mesosaurus tumidum (Cope, 1885)

Stereosternum (Stereos, du grec : « solide, ferme », et Sternon, du grec : « poitrine, sternum ») est un  genre éteint de « reptiles » marins de la famille mésosauridéss ayant vécu au Permien inférieur au Brésil et aussi dans le grand bassin de Karoo en Afrique du Sud.
Une seule espèce est rattachée au genre : Stereosternum tumidum.

## Classification
Le taxon mésosaure est un groupe monophylétique contenant Brazilosaurus sanpauloensis et Mesosaurus tenuidens.